# Rita will es endlich wissen
Rita will es endlich wissen (Originaltitel: Educating Rita) ist ein britischer Spielfilm von Regisseur Lewis Gilbert aus dem Jahr 1983 nach dem Theaterstück Educating Rita von Willy Russell.

## Handlung
Susan White, eine verheiratete Friseurin von 26 Jahren, entschließt sich, trotz (oder gerade wegen) ihrer unvollständigen Schulausbildung, einen Examensabschluss anzustreben. Dazu belegt sie Kurse an der Open University, wo sie auf den desillusionierten, trinkenden Literaturlehrer Frank Bryant trifft. Die Ankunft von Rita (so nennt sich Susan jetzt) stellt dessen Welt auf den Kopf. Begeistert von ihrer frischen, selbstbewussten Art, empfindet er ihre Gesellschaft als anregend und befreiend. Als die Entwicklung von Rita Fortschritte macht, verliebt sich Frank sogar in sie.
Jedoch ist der Preis für ihre Bildung, dass sie ein Stück ihres warmen impulsiven Handelns aufgibt, was Frank mit Bedauern beobachten muss. Immer mehr driften die beiden auseinander und Frank merkt, dass Rita jetzt gebildet und nicht mehr von ihm abhängig ist, aber auch ein Stück ihrer selbst verloren hat.
Letzten Endes besteht sie das gefürchtete Examen und hat neben ihrem neu erworbenen Wissensschatz an Lebensqualität und neuen sozialen Bindungen gewonnen, doch der Preis dafür ist das Einbüßen ihrer Impulsivität sowie ihres früheren sozialen Umfelds.

## Kritik
„Die temporeiche und brillant gespielte Theaterverfilmung variiert das „Pygmalion“-Motiv auf recht originelle Weise, wobei sie freilich nicht allzusehr in die Tiefe lotet und die angeschnittenen Konflikte eher verharmlost.“

## Sonstiges
In der Theatervorlage spielt das Stück nur in Franks Büro und Rita und Frank sind die einzigen Darsteller. Die Filmfassung wurde hingegen deutlich erweitert.
Ein sehr ähnliches Setting findet sich im Roman „Die Vielgeliebte“ des österreichischen Schriftstellers Jörg Mauthe.